# Back on My B.S.
Back on My B.S. é o oitavo álbum de estúdio de Busta Rhymes. Foi lançado em 19 de Maio de 2009.

## Fundo
O álbum ia originalmente ser chamado de Before Hell Freezes Over, mas foi renomeado várias vezes (incluindo Back on My Bullshit, Blessed, e B.O.M.B.) antes de ser finalizado como Back on My B.S.. A data de lançamento também foi mudada várias vezes, na maioria devido a saída de Busta Rhymes da Aftermath Entertainment e Interscope Records. O álbum ia ser lançado logo em 4 de Dezembro de 2007, mas foi puxado várias vezes até ser finalmente lançado em 19 de Maio de 2009.

## Recepção
| Críticas profissionais | Críticas profissionais |
| Avaliações da crítica  | Avaliações da crítica  |
| Fonte                  | Avaliação              |
| ---------------------- | ---------------------- |
| Allmusic               | [ 5 ]                  |
| The Boston Globe       | (mixed)                |
| Entertainment Weekly   | (C+)                   |
| IGN                    | (7.2/10)               |
| Los Angeles Times      | [ 9 ]                  |
| Mojo                   | [ 10 ]                 |
| RapReviews             | (7.5/10)               |
| Slant                  | [ 12 ]                 |
| Vibe                   | (mixed)                |
| XXL                    | [ 14 ]                 |

As respostas da crítica sobre o álbum foram no geral mistas. De acordo com o Metacritic, o álbum fez uma pontuação de 60 pontos de 100, indicando "críticas mistas ou médias." Entertainment Weekly escreveu um comentário negativo, "Com todo o respeito, Busta deve provavelmente tentar incluir um pouco menos de B.S. na próxima vez." Slant Magazine também fez um comentário negativo, dizendo que, "Mais agora do que nunca, Busta se contenta em reciclar material de boa qualidade, esperando que polimento suficiente e participações especiais tirem o conteúdo empoeirado do álbum. Eles não fazem isso, deixando B.S. como nada mais do que enchedor de linguiça". O álbum foi nomeado o "mais disapontante" de 2009 pelo website de hip hop HipHopDX. Porém, XXL, uma revista de hip hop, deu ao álbum uma nota alta de XL, dizendo que "Bussa-Bus continua fiel a sua forma, misturando os mesmos conceitos cheios de vida com a ótima produção pelos quais ele tem sido lembrado por toda a sua carreira."

## Vendas
O álbum estreou na quinta posição da Billboard 200, vendendo 56,000 cópias. Agora vendeu mais de 250,000 desde Janeiro de 2010. É o primeiro álbum de Busta a não ser certificado pelo menos como Ouro pela RIAA.

## Lista de faixas
| N.º | Título                                                             | Produtor     | Duração |  |
| 1.  | "Wheel of Fortune"                                                 | DJ Scratch   | 3:24    |  |
| 2.  | "Give Em What They Askin For"                                      | Ron Browz    | 3:24    |  |
| 3.  | "Respect My Conglomerate" (feat. Lil Wayne & Jadakiss)             | Focus...     | 3:34    |  |
| 4.  | "Shoot For The Moon"                                               | Danja        | 3:20    |  |
| 5.  | "Hustler's Anthem '09" (feat. T-Pain)                              | Ty Fyffe     | 4:29    |  |
| 6.  | "Kill Dem" (feat. Pharrell & Tosh)                                 | The Neptunes | 3:48    |  |
| 7.  | "Arab Money" (feat. Ron Browz)                                     | Ron Browz    | 2:45    |  |
| 8.  | "I'm A Go and Get My..." (feat. Mike Epps)                         | DJ Scratch   | 4:54    |  |
| 9.  | "We Want In" (feat. Ron Browz, Spliff Star & Show Money)           | King Karnov  | 3:11    |  |
| 10. | "We Miss You" (feat. DeMarco & Jelly Roll)                         | Needlz       | 5:02    |  |
| 11. | "Sugar" (feat. Jelly Roll)                                         | Jelly Roll   | 4:05    |  |
| 12. | "Don't Believe Em" (feat. Akon & T.I.)                             | Cool & Dre   | 3:49    |  |
| 13. | "Decision" (feat. Jamie Foxx, Mary J. Blige, John Legend & Common) | Mr. Porter   | 4:28    |  |
| 14. | "World Go Round" (feat. Estelle)                                   | Jelly Roll   | 3:51    |  |

## Histórico de lançamento
| Região         | Data               |
| -------------- | ------------------ |
| United Kingdom | 18 de Maio de 2009 |
| United States  | 19 de Maio de 2009 |